# Burg Kašperk
Die Burg Kašperk (deutsch Burg Karlsberg, auch Karlsburg) ist eine Burgruine etwa 2,5 Kilometer nördlich von Kašperské Hory im Böhmerwald, Okres Klatovy, Tschechien.

## Beschreibung

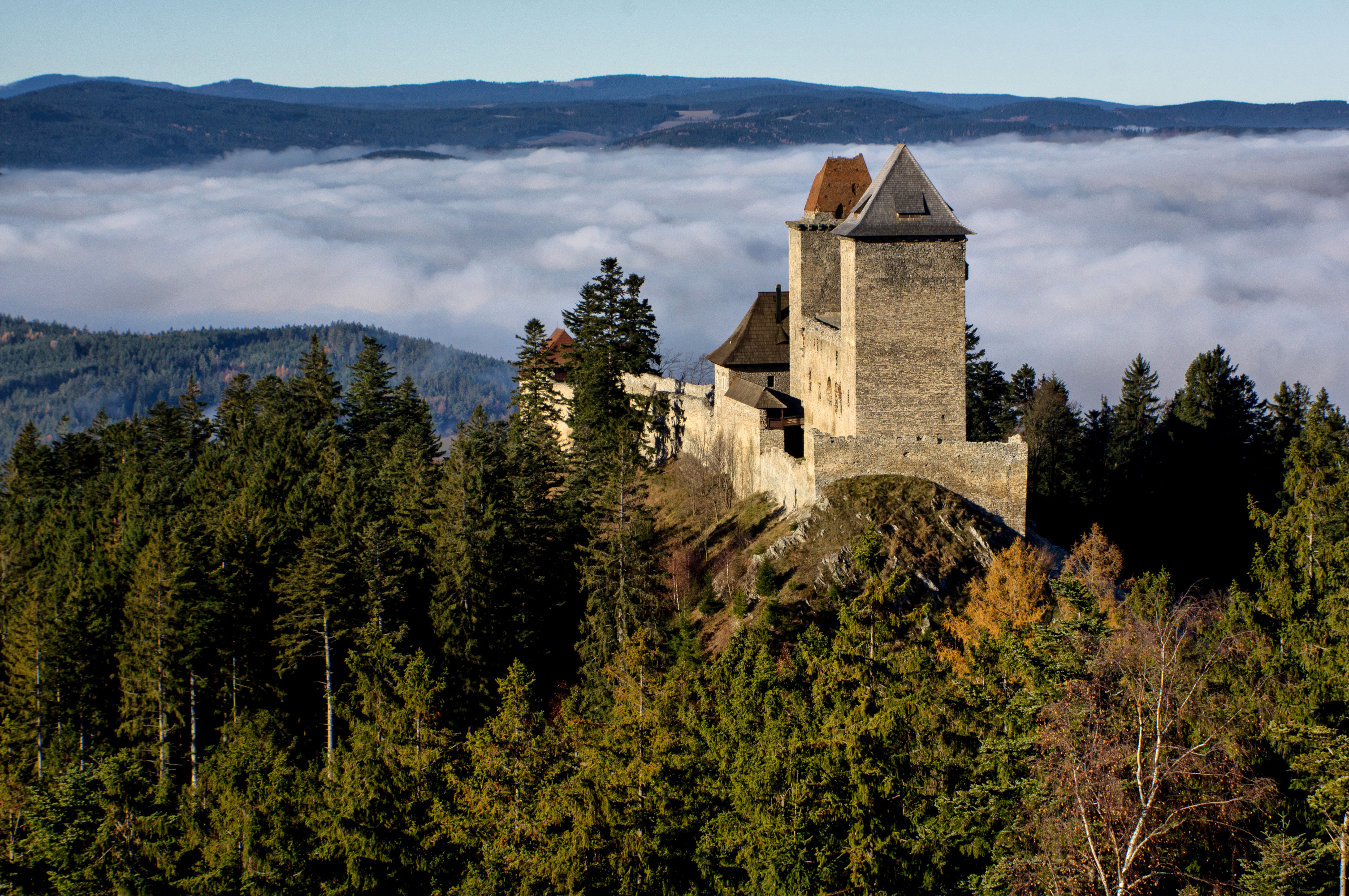
Die Burg Kašperk

Die gotische Burg wurde um 1360 bis 1365 auf einem gut 300 Meter langen Felsrücken des Berges Ždánov (deutsch Zosum) erbaut, liegt auf 886 Höhenmetern und ist damit die nach Vítkův hrádek höchstgelegene Burg in Böhmen. Sie diente als Schutz der in der Nähe befindlichen Goldminen des „Bergreichensteiner Steigs“, der von Bayern nach Böhmen führte, der Goldminenstadt Bergreichenstein (Kašperské Hory) und der nahen Grenze.
Sie hat eine Länge von etwa 180 und eine Breite von maximal 30 Metern. Durch die exponierte Lage auf dem Felsrücken und die steil, beim Weg fast senkrecht abfallenden, steinigen Hänge von mindestens 20 Metern Tiefe, benötigte die Burg lediglich eine einfache, stabile Burgmauer, da sie nur über den Burgweg von Soldaten erreicht werden konnte.
Markant und untypisch sind die zwei Türme im Ostteil der Burganlage, welche beide als Bergfried gebaut und genutzt wurden. Der Ostturm dient seit den 1930er Jahren als Aussichtsturm. Zwischen den Türmen befinden sich die Reste des Palas, der durch zwei Übergänge am Westturm mit der restlichen Burg verbunden ist. Der Abstand zwischen Burgmauer und Palas beträgt gut 4 Meter, um einen zusätzlichen Schutz vor Geschossen von Belagerungswaffen zu erreichen.
An den Westturm schließt sich das sogenannte Burggrafengebäude an, in dem die jeweiligen Statthalter der Burg lebten. Der Burghof hat eine Länge von gut 90 Metern und schließt am Westende mit dem nach Norden ausgerichteten Tor und dem Torhaus ab.
Der Zugang zur Burg erfolgte über eine Zugbrücke, aktuell eine Holzbrücke, auf einem nördlich an der Burg nach Osten verlaufenden Weg, der von einem vorgelagerten Torturm abgeschlossen wurde. Dieser ist nur noch als Ruine erhalten geblieben.

## Geschichte

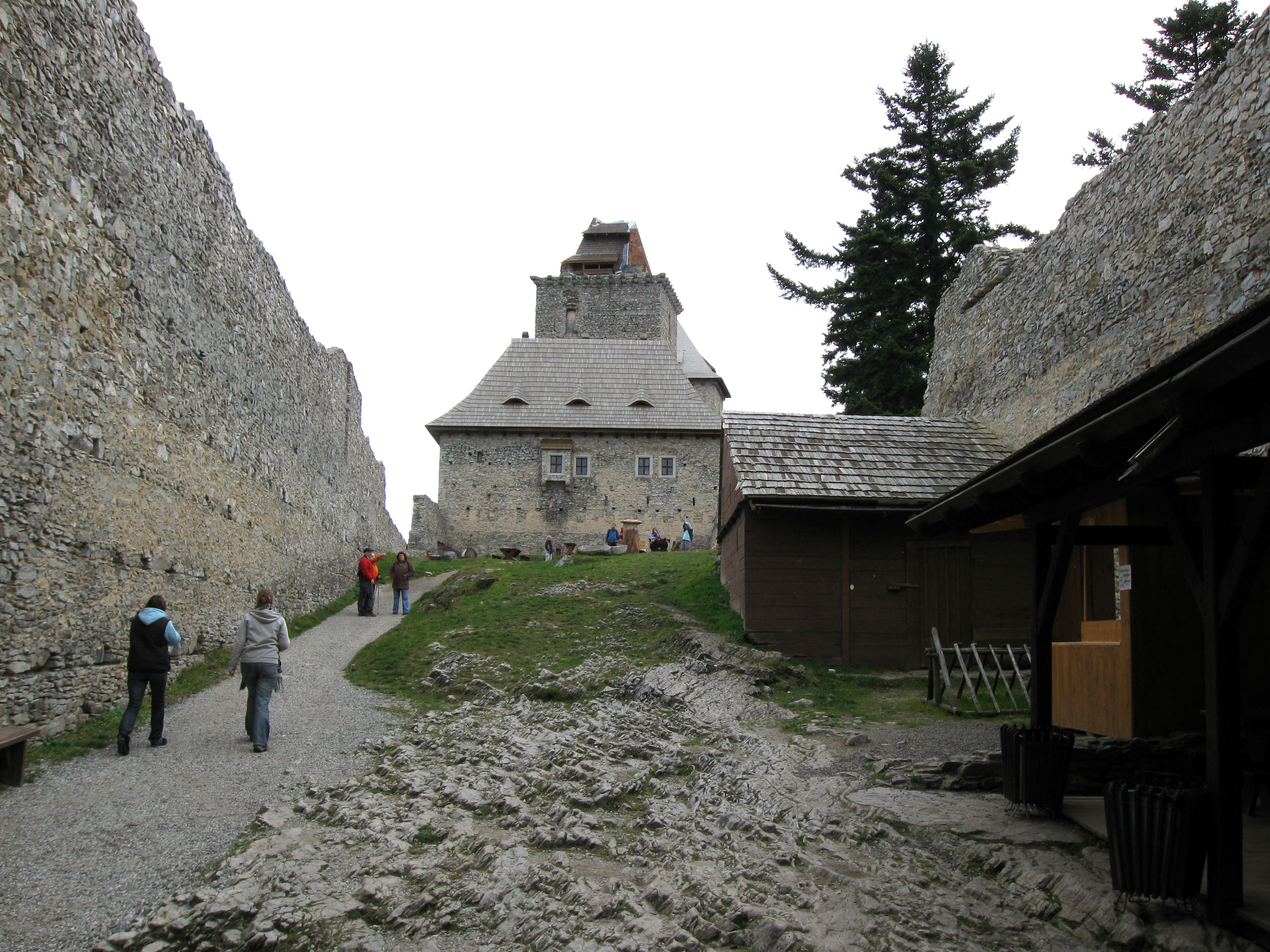
Burghof mit Blick auf das Burggrafengebäude im Osten.

Die Burg wurde durch Karl IV. errichtet, Baumeister war Veit Hedvábný. Sie war zwar eine Königsburg, wurde aber immer wieder als Lehen vergeben. Berühmte Lehnsherren waren Erzbischof Johann Očko von Wlašim, die Zmrzlík von Schweißing (Zmrzlíkové z Svojšína), die Sternberg, Schwamberger und Jiří von Lokšan. Der Herr der Burg war gleichzeitig höchster Richter und Machthaber in den Ländereien von Prácheň. Die Burg wurde nie eingenommen, verfiel aber seit der zweiten Hälfte des 16. Jahrhunderts, da sie keinen strategischen Wert mehr hatte. Ab 1617 war sie unbewohnt, wurde dann von der Stadt Bergreichenstein (Kašperské Hory) im Auftrag von König Matthias gekauft und befindet sich seitdem in ihrem Besitz.
In den 1930er Jahren gab es erste Restaurierungen an der Burg, wobei insbesondere die beiden Türme und das Burggrafengebäude instand gesetzt wurden. Ab den 1960er Jahren wurden ständig kleinere Maßnahmen zum Erhalt der Burg ergriffen und ein Verwalter zog im Auftrag der Stadt Kašperské Hory auf der Burg ein. 1992 folgte eine weitere größere Erhaltungsmaßnahme der Grundmauern und die Modernisierung des westlichen Torgebäudes als auch der Gebäude im Osten der Burganlage.
Von 2000 bis 2008 wurden umfangreiche Restaurierungs- und Unterhaltungsmaßnahmen auf der gesamten Burg durchgeführt, finanziert von Staat und Stadt, bei der alle Außen- und Grundmauern stabilisiert wurden. Der Ostturm erhielt ein neues Dach, da das alte aus den 1930er Jahren durch den Orkan Kyrill zerstört wurde.

## Pustý hrádek

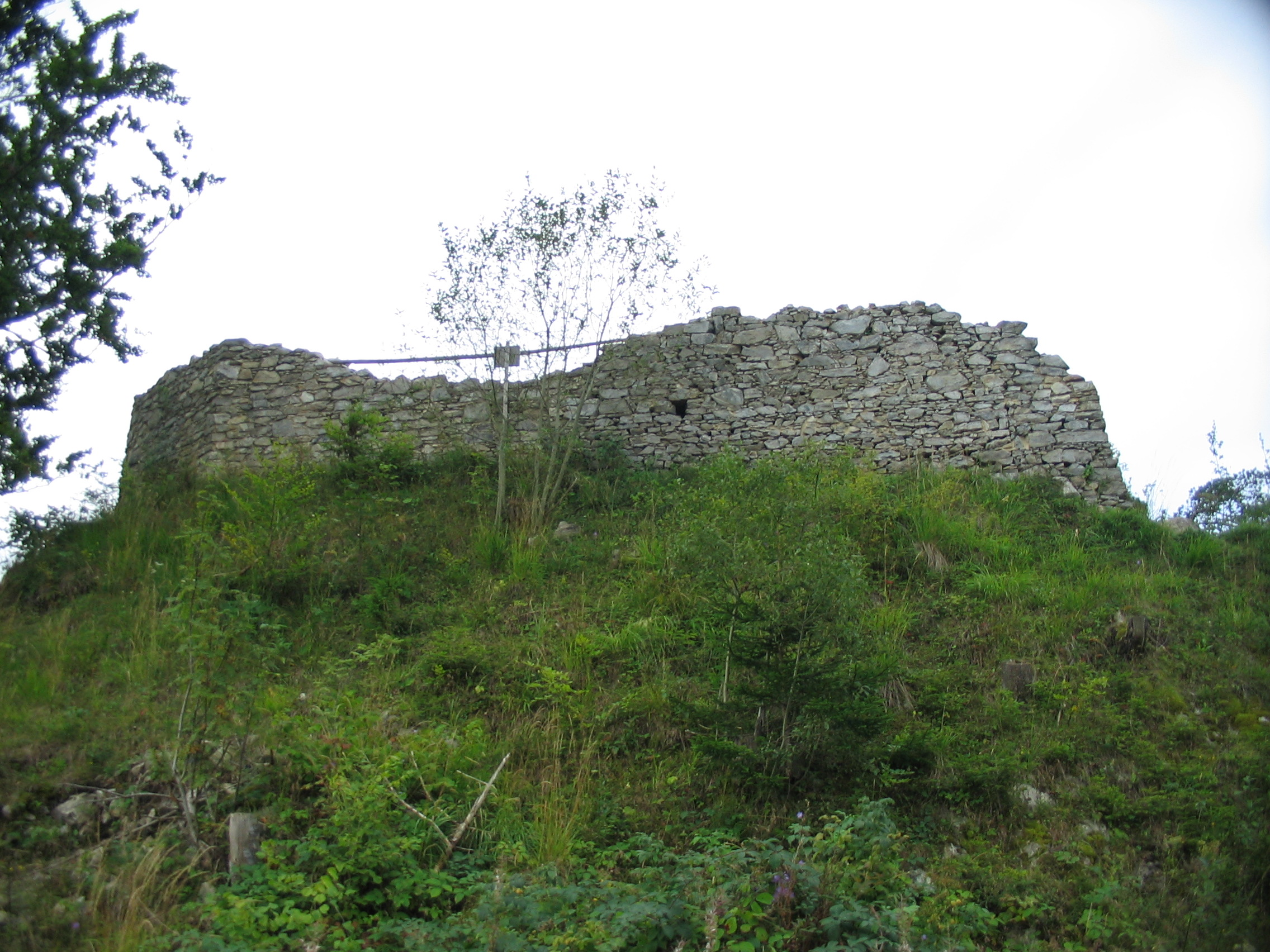
Pustý hrádek, Nordseite

Etwa 300 Meter östlich von der Burg entfernt befinden sich die Überreste von Pustý hrádek (Ödschlössel), einer kleinen Befestigungsanlage auf 924 Höhenmeter. Das genaue Baudatum und der Bauherr sind nicht bekannt. Es wird vermutet, dass das Geschlecht der Šternberg sie im Zeitraum 1454 bis 1476 errichtete, um Kašperk zu belagern. Kašperk war zu diesem Zeitpunkt im Besitz des Königs von Böhmen, Georg von Podiebrad. Da das Heer von Georg von Podiebrad aber die Stammburg der Šternbergs, Burg Český Šternberk, 1467 eroberte, kam es zu keiner längeren Belagerung und keinem Angriff auf die Burg Kašperk und die Anlage verfiel.
Die Belagerungsanlage hatte vermutlich eine Länge von 35 Metern und eine Breite von weniger als 15 Metern. Erhalten geblieben ist lediglich ein kleiner Teil der Grundmauer, die mittlerweile restauriert wurde und über eine Holztreppe betreten werden kann.